# Cosmos: Mundos posibles
Cosmos: Mundos posibles y también Cosmos: Otros mundos del original Cosmos: Possible Worlds es una serie documental científica de televisión, que se estrenó el 9 de marzo de 2020 en el canal National Geographic. La serie es una adaptación del libro homónimo de Ann Druyan.
La serie se plantea como una continuación de la anterior de 2014, Cosmos: Una odisea de tiempo y espacio presentada por Neil deGrasse Tyson, que fue precedida por la serie original Cosmos: Un viaje personal, presentada por Carl Sagan en televisión pública (PBS) en 1980.
La serie es presentada por el astrofísico Neil deGrasse Tyson; escrita, dirigida y producida por Ann Druyan y Brannon Braga; con otros productores ejecutivos Seth MacFarlane y Jason Clark. La serie consta de 13 episodios que se transmiten desde marzo de 2020.

## Desarrollo y producción
El 13 de enero de 2018, se anunció que otra temporada titulada Cosmos: Possible Worlds debutaría en 2019 en los canales Fox y National Geographic, que sería presentada por Neil deGrasse Tyson y producida por Ann Druyan, Seth MacFarlane, Brannon Braga y Jason Clark. 

Las partes de estudio, fueron filmadas en los Estudios Santa Fe, con planes para filmar en el noroeste del Pacífico, Europa y Asia. Los trece episodios tienen lugar en 19 locaciones de 11 países distintos.

Druyan esperaba que la serie fuera más inspiradora, con un fuerte énfasis en un futuro esperanzador, y espera que la serie ayude a corregir la anticiencia, la retórica y políticas.

## Episodios
Ann Druyan escribió en el prólogo de su reciente libro: Una parte de nosotros sabe que debemos abrir los ojos y actuar, o condenaremos a nuestros hijos a peligros y dificultades que nosotros mismos nunca hemos tenido que enfrentar. Escalera a las estrellas es el nombre del primer capítulo de su recién editado libro y ese fue también el nombre que tomó el primer episodio de la temporada. En una entrevista la creadora dijo: La "Nave de la Imaginación" nos llevará a lugares en los que nunca nos hemos atrevido a aventurarnos: mundos perdidos y mundos por venir, en el futuro y directamente a través de ese agujero en la cortina que enmascara otras realidades.
| Núm. | Nombre del capítulo                                                                     | Escritor                                                                                           | Director      | Emisión             |
| --- | --------------------------------------------------------------------------------------- | -------------------------------------------------------------------------------------------------- | ------------- | ------------------- |
| 1 | Ladder to the Stars Escalera hacia las estrellas                                        | Ann Druyan                                                                                         | Brannon Braga | 9 de marzo de 2020  |
| Temas incluidos: Una aventura que abarca miles de millones de años, desde antes de la evolución de la vida y la consciencia. El último día del año en el calendario cósmico. El 26 de diciembre, el avance de los mamíferos. El desarrollo del Neocórtex mamífero, como consecuencia del cambio en un peldaño de la escalera de ADN. Un laboratorio de 100.000 años de antigüedad en la cueva de Blombos, donde los cazadores recolectores utilizaban el ocre y donde la mente dio un gran salto, creando algo exclusivamente humano. Un hogar en la proto-ciudad neolítica de agricultores de Catalhoyuk como consecuencia del experimento exitoso de la revolución agrícola del neolítico, donde el ocre era usado en decoración. Las ciudades del siglo XVII como lugares de todo tipo de intercambio y aprendizaje. Los científicos de Ámsterdam Giordano Bruno, Christiaan Huygens y el señor Leeuwenhoek. La vida de Spinoza un filósofo Holandés calificado como hereje que encontró a Dios en el libro de la naturaleza, abriendo así el camino de la humanidad hacia la libertad y las estrellas. Cuando dos reinos de la naturaleza se asociaron. El salón de la extinción masiva del antropoceno. Un viaje interestelar no tripulado de veinte años de ida y solamente cuatro de vuelta a Próxima Centauri b. |                                                                                         | |               |                     |
| 2 | The Fleeting Grace of the Habitable Zone La gracia fugaz de la zona habitable           | Ann Druyan Brannon Braga                                                                           | Ann Druyan    | 9 de marzo de 2020  |
| Temas incluidos: El futuro inevitable del Sol como gigante roja y su efecto sobre nuestro sistema solar. No hay refugio posible contra los cambios en la inmensidad del cosmos. Llegará un momento en la vida del Sol cuando la Tierra ya no pueda ser un hogar para nosotros debido a que nos habremos alejado de lo que se conoce como la zona habitable. Los polinesios y cómo el cambio en el estilo de vida de este grupo alteró radicalmente la existencia humana. Esta es la historia de nuestros antepasados que se enfrentaron a un desafío y una visión de nuestro futuro en otros mundos. |                                                                                         | |               |                     |
| 3 | Lost City of Life Ciudad perdida de la vida                                             | Ann Druyan Brannon Braga                                                                           | Brannon Braga | 16 de marzo de 2020 |
| Temas incluidos: Una nueva visión de un génesis, en el fondo de un mar color rojo sangre: las fuentes hidrotermales oceánicas y el origen de la vida, el 1 de septiembre del calendario cósmico. La explosión cámbrica. Los científicos Christian Schönbein y el ozono. Victor Moritz Goldschmidt el hombre que encontró las primeras pistas del comienzo de la vida en una joya verde. La astro biología y la clasificación de Mundos de la Nasa para las condiciones de vida nativa: Júpiter y Saturno en la categoría-2, Marte, Europa y Enceladus en la categoría-5 restringida (C-5r). La familia de astrónomos de William Herschel y la luna de Saturno Enceladus. Especulación informada. |                                                                                         | |               |                     |
| 4 | Vavilov                                                                                 | Ann Druyan Brannon Braga                                                                           | Ann Druyan    | 16 de marzo de 2020 |
| Temas incluidos: Mendel un maestro substituto y las bases de una nueva ciencia la genética. Un volcán en Sudamérica y el invierno volcánico de 1880. Los humanos vagabundos y cazadores-recolectores, descubrieron hace 12 000 años, que cada planta tenía en sí misma la posibilidad de generar otra igual en su semilla. Como el asentamiento de los nómades con la domesticación de las plantas, redujo la diversidad de su alimentación, a una dieta restringida de cultivador. La dependencia de los cultivos de las cambiantes condiciones climáticas, como causa de las hambrunas de la humanidad. En la primera mitad del siglo XX, el genetista pionero Nikolai Vavilov viajó reuniendo un tesoro de semillas del mundo. Soñó que la ciencia podría ser el medio para acabar con el hambre. Su negativa a decir una mentira científica le costó la vida. El heroísmo de sus colegas y su impacto directo en su vida es una de las historias más conmovedoras en la historia de la ciencia. |                                                                                         | |               |                     |
| 5 | The Cosmic Connectome El Conectoma cósmico                                              | Ann Druyan Brannon Braga                                                                           | Ann Druyan    | 23 de marzo de 2020 |
| Temas incluidos: Un pequeño cosmos que contiene tantas unidades de procesamiento, como el número de estrellas. Un viaje de descubrimiento a través de la evolución de la conciencia en la antigua Grecia, Hipócrates y su nueva medicina, que estudia todo lo del paciente: su dieta y su entorno, ya que nada sucede sin una causa natural; el cerebro como el asiento de la consciencia. El siglo XIX, la obra de Paul Broca la conexión entre la mente y el cerebro. La conexión entre la anatomía y la función: el lenguaje y el área de Broca. Nut la diosa egipcia del cielo y la Vía Láctea, el santuario de Dendera los sueños como realidad material. El científico Angelo Mosso en un manicomio de Turín, buscando registrar el cerebro, inventó la neuroimagen con su ergógrafo. Una visita a la forma de vida más grande de la Tierra. El conmovedor sueño de un huérfano abandonado que abrió el camino a nuestra comprensión de la arquitectura del pensamiento y más allá de una visión una red galáctica de pensamiento. El cerebro humano en su estructura, conserva su camino evolutivo. El crecimiento de una ciudad según sus necesidades, de manera que conserva partes básicas antiguas al mismo tiempo que otras más nuevas. ¿Es cognoscible el universo? La red neuronal: el conectoma humano.   |                                                                                         | |               |                     |
| 6 | The Man of a Trillions Worlds El hombre del billón de mundos>                           | Ann Druyan Brannon Braga André Bormanis                                                            | Ann Druyan    | 23 de marzo de 2020 |
| Temas incluidos: Gerard Kuiper y la espectroscopia de las estrellas. La ciencia compartimentada de los años 1940 cuando un pequeño meteorito era estudiado de manera separada por las diferentes ramas de la ciencia. Un astrónomo y un químico se mezclan en la historia de un estudiante. Un niño sobre la alfombra de un humilde apartamento, soñando con espectaculares aventuras interestelares. En los albores de la era espacial, la carrera de un joven Carl Sagan se forja en el choque de sus mentores, dos titanes científicos. Sagan continúa realizando sus sueños de infancia, para llevar su investigación hacia adelante y comunicar su significado al mundo entero. |                                                                                         | |               |                     |
| 7 | The Search for Intelligent Life on Earth A la búsqueda de vida inteligente en la tierra | Ann Druyan Brannon Braga                                                                           | Brannon Braga | 30 de marzo de 2020 |
| Temas incluidos: Una revelación de la red subterránea oculta que es una colaboración de cuatro reinos de la vida: el micelio. El radiotelescopio de Guizhou. La segunda "explosión de vida" en el Ordovícico con los artrópodos marinos. Luego más cerca las plantas, el polen, las flores y los insectos. La verdadera historia de primer contacto, entre humanos y seres que se comunican en un lenguaje simbólico a inicios del siglo XX por el científico Karl von Frisch y una danza. Seres que han mantenido una democracia representativa, la colmena, durante muchas decenas de millones de años. |                                                                                         | |               |                     |
| 8 | The Sacrifice of Cassini El sacrificio de Cassini                                       | Ann Druyan Brannon Braga                                                                           | Ann Druyan    | 30 de marzo de 2020 |
| Temas incluidos: Los anillos planetarios. Saturno visto por Galileo Galilei a través de su telescopio en 1610 y luego por Christiaan Huygens. El otro tipo de gran científico, el que rellena los huecos. El sistema heliocéntrico de Niklas Koppernigk en 1543. Giovanni Cassini en el Observatoire de Paris. La misteriosa historia no contada del científico Aleksandr Ignatyevich Shargei conocido también como Yuri Vasilievich Kondratyuk, que descubrió cómo ir a la Luna, mientras luchaba por su vida en una trinchera de la Primera Guerra Mundial. Escribió una carta a cincuenta años en el futuro. Hizo posible la Misión Apolo utilizando un encuentro orbital. Y la saga de la odisea de veinte años de un explorador robótico Cassini-Huygens al que, el JPL le ordenó "suicidarse" en otro mundo en 2017. |                                                                                         | |               |                     |
| 9 | Magic Without Lies Magia sin mentiras                                                   | Ann Druyan Brannon Braga                                                                           | Brannon Braga | 6 de abril de 2020  |
| Temas incluidos: La luz puede ser dos cosas contradictorias, y de alguna manera, nadie sabe cómo, un observador invisible puede alterar la naturaleza de la realidad, esto sucede en el ámbito contraintuitivo de la mecánica cuántica. El hombre que tropezó con este agujero en la realidad y la revolución tecnológica aún en desarrollo que él hizo posible. |                                                                                         | |               |                     |
| 10 | A tale of atwo atoms Una historia de dos átomos                                         | Ann Druyan Brannon Braga                                                                           | Brannon Braga | 6 de abril de 2020  |
| Temas incluidos: Dos átomos de diferentes partes del universo se encuentran en un pequeño planeta. Cómo un abrazo mortal entre la ciencia y el estado alteró el destino del mundo, y una apasionante historia de advertencia de otros que se acostumbraron a vivir a la sombra de un grave peligro hasta que los mató a todos menos a uno (explosión de un volcán). El episodio trata acerca de la creación de las bombas nucleares. |                                                                                         | |               |                     |
| 11 | Shadows of Forgotten Ancestors Sombras de antepasados olvidados                         | Inspirado en el libro Sombras de antepasados olvidados por: Carl Sagan y Ann Druyan, Brannon Braga | Brannon Braga | 13 de abril de 2020 |
| Temas incluidos: ¿Es nuestra especie capaz de realizar los cambios que son necesarios? ¿Hay algo en nuestra naturaleza que contenga las semillas de nuestra propia destrucción? El dominio del fuego por el Homo erectus en una cueva de Sudáfrica y lo que se crea en torno a él: alimentos, historia, identidad. La antigua Persia como primer superpotencia, Zaratustra, el culto de Ahura Mazda y el nacimiento del diablo, donde un querido perro de la familia se convierte en una bestia hiriente. Programas de conducta en los animales. La mamá gansa y su tendencia a recuperar los huevos caídos de su nido. Decisiones y autoconducta: tienen los animales conciencia? Buscando algo que sea inherentemente humano, Platón: el hombre es un bípedo sin plumas; Aristóteles: el hombre es un animal social. En el monumento de las especies extinguidas hay un corredor completo creado por el humano, por su indiferencia. Somos robots apegados a un programa. Es el ADN nuestro destino absoluto. Llevamos el bagaje evolutivo en nuestro cerebro. La exploración del potencial humano para el cambio concluye con la historia de Asoka y el encuentro con el discípulo de Budha y cómo uno de los monstruos más grandes de la historia se transformó en una de sus luces brillantes.                      |                                                                                         | |               |                     |
| 12 | Coming of Age in the Anthropocene La adultez en el antropoceno                          | Ann Druyan, Brannon Braga                                                                          | Ann Druyan    | 13 de abril de 2020 |
| Temas incluidos:¿En qué tipo de mundo puede esperar crecer una niña nacida en 2020? La historia de Casandra de Troya, una vidente del futuro. La refrigeración y los gases CFC; los científicos Molina y Rowland: profetas del agujero de la capa de ozono, la respuesta de las corporaciones y la lucha de las madres de los años 1980. Los científicos Manabe y Wetherald: la atmósfera y el cambio climático, profetizaron el efecto invernadero, confirmado luego por los hechos. ¿Y cuándo comenzó nuestra caída en la destrucción del medio ambiente en todo el planeta? El Antropoceno como marca indeleble en la historia del planeta Tierra. El mundo posible que espera a nuestra niña hasta los 20 años, ¿será uno oscurecido por nuestra negativa a enfrentar los desafíos reales y crecientes que enfrentamos? |                                                                                         | |               |                     |
| 13 | Seven Wonders of the New World Las siete maravillas del nuevo mundo                     | Ann Druyan                                                                                         | Brannon Braga | 20 de abril de 2020 |
| Temas incluidos: Los jóvenes Carl Sagan y Neil Tyson descubrieron por primera vez su pasión por la ciencia en las ferias mundiales de 1939 y de 1964 en Nueva York. Visitamos los deslumbrantes pabellones de la Feria Mundial de NY 2039, donde los problemas que actualmente creemos intratables se han resuelto de manera plausible a través del compromiso público y la imaginación científica. Y nuestra niña, la que soñaba con la biorremediación es una mujer en el 2039, con un bebé propio y un futuro brillante con posibilidades. |                                                                                         | |               |                     |